# Herrens stad har fasta grunder
Herrens stad har fasta grunder är en missionspsalm av Karl Johann Philipp Spitta från 1843. Den översattes av Severin Cavallin 1882 och bearbetades därefter av Johan Alfred Eklund 1910 ”till närmare överensstämmelse med orig”.
Musiken är av Philipp Nicolai ur Freuden Spiegel dess ewigen Lebens från 1599. Melodin kallas "koralernas konung".

## Psalmen finns publicerad som
- Nr 536 i Nya psalmer 1921, tillägget till 1819 års psalmbok under rubriken "Kyrkan och nådemedlen: Missionen".
- Nr 244 i 1937 års psalmbok under rubriken "Mission".